# Château de Clermont (Haute-Savoie)
Ne doit pas être confondu avec Château médiéval de Clermont.
Pour les articles homonymes, voir Château de Clermont.
Le château de Clermont ou de Regard est un château de style Renaissance, du XVIe siècle, qui se dresse sur la commune de Clermont dans le département de la Haute-Savoie, en région Auvergne-Rhône-Alpes.
Il ne doit pas être confondu avec l'ancien château comtal, disparu, et situé au-dessus.

## Situation
Le château de Clermont se dresse dans le département français de la Haute-Savoie, sur la commune de Clermont, sur le versant d'un crêt molassique (le « Molard », dit « mont Saint-Jean » occidental) et à l'intérieur du plain-château du château comtal de Clermont.
Le premier château médiéval avait été construit sur l'ancienne route qui allait de Chambéry à Genève.

## Historique
Après l’acquisition, en 1401, du comté de Genève par la maison de Savoie, la famille Regard accède à la fonction de châtelain de Clermont.

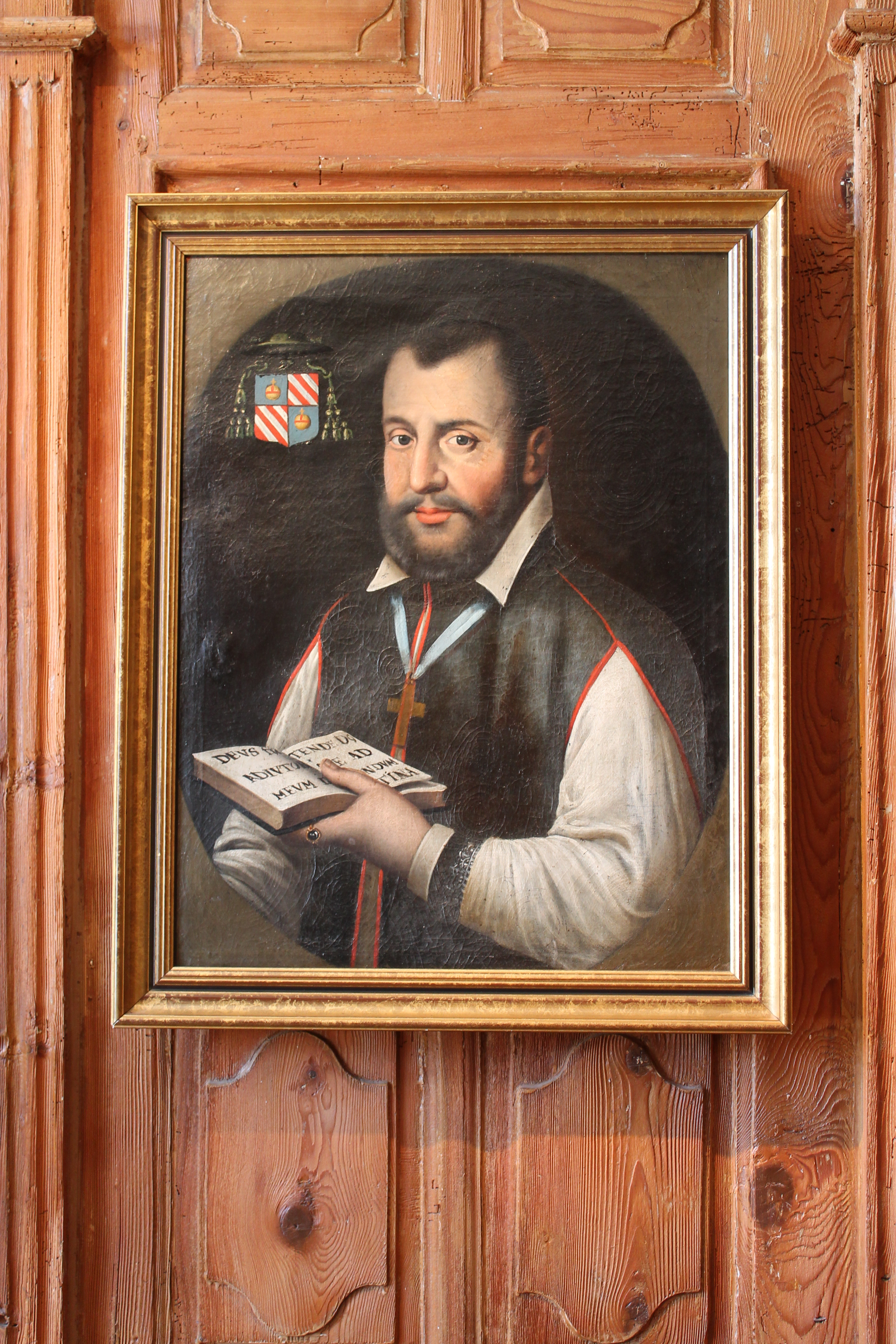
Portrait de Gallois Regard.

Le duc de Savoie Emmanuel-Philibert autorisera le 2 novembre 1576 Mgr Gallois de Regard, évêque de Bagnorea (Bagnoregio) et camérier du pape Paul IV, fortune faite, à ériger un nouveau château pour en faire sa résidence d’été.
La construction du château sur le versant occidental, à partir des pierres du vieux château, débute en 1578, et est terminée à la mort de Gallois de Regard survenu en 1582 à Annecy. C'est dans la chapelle du château que Gallois de Regard en 1578 donnera la tonsure au futur saint François de Sales.
C'est un neveu de Gallois de Regard qui héritera du château ; il donnera naissance aux branches des Regard de Vans, Regard de Morgenex, Regard de Disonche et Regard de Villeneuve.
Un de ses descendants, Alexandre-Gaspard de Regard, ambassadeur de Savoie à Londres en 1650, seigneur de Clermont, reçoit royalement le duc Charles-Emmanuel II de Savoie ce qui donna lieu à de superbes réjouissances.
En 1670, les terres de Clermont sont érigées en comté au profit de François-Joseph de Regard, maître d'hôtel de la duchesse Marie-Jeanne-Baptiste et officier de cavalerie. Au XVIIIe siècle, nous trouvons un autre François-Joseph de Regard, aide de camp du roi Charles-Emmanuel III, qui sur le modèle de l'armée prussienne réorganisera l'armée sarde, puis un Ferdinand de Regard, héros du Risorgimento, blessé en 1848 à la bataille de Goito, et tué à celle de Novare en 1849. Les Regard conserveront le château jusqu'en 1860, au décès de la comtesse de Regard de Vars, dernière du nom.
Le château acquis par le comte Tancrède de Fortis est, en 1921, vendu par sa fille aux fermiers qui l'occupent, les Cottin. Leur succèdent la famille Gay. Mis en vente en 1963, le château est acquis, en 1966, par le département de la Haute-Savoie.

## Description

### Extérieurs

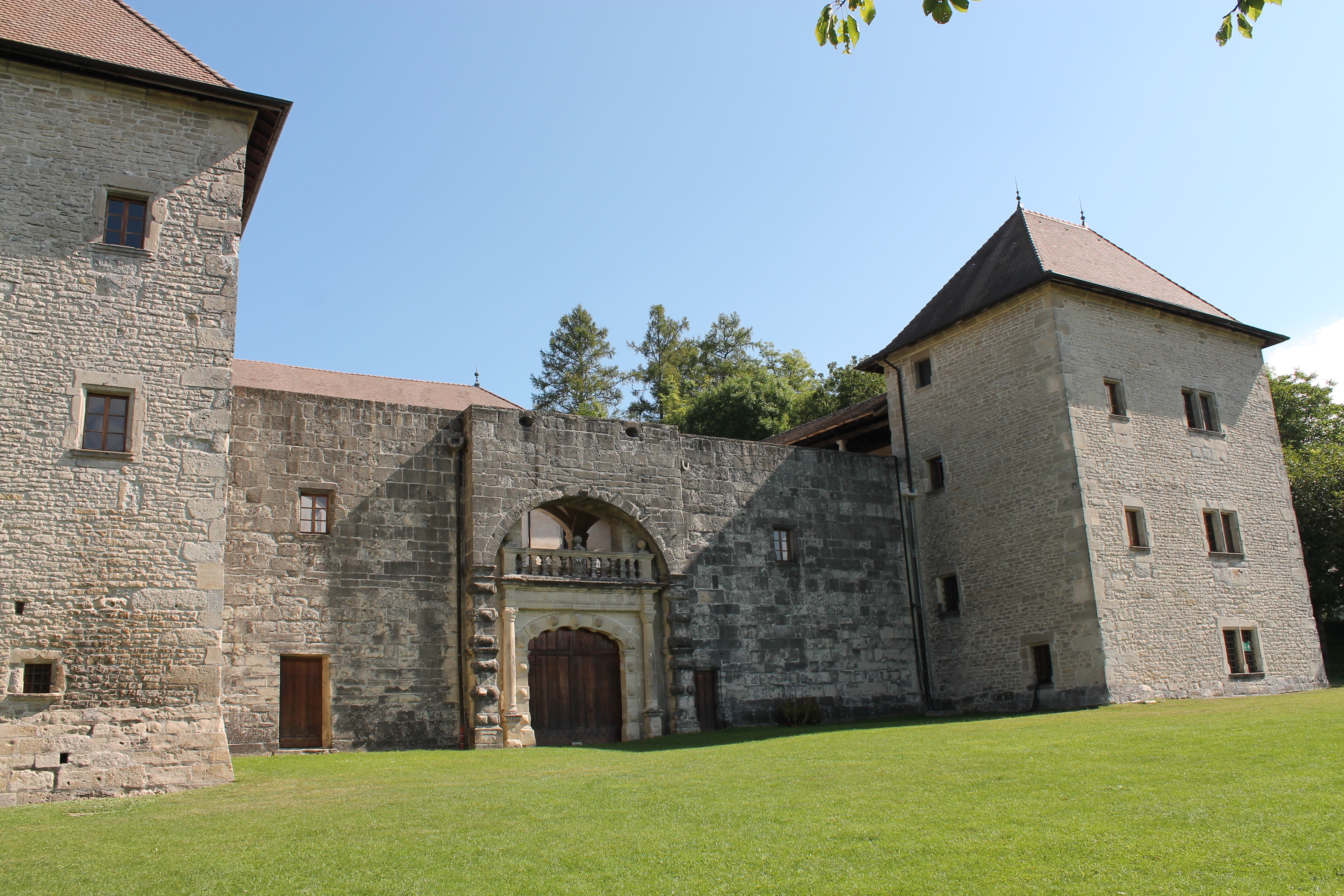
Façade du château.
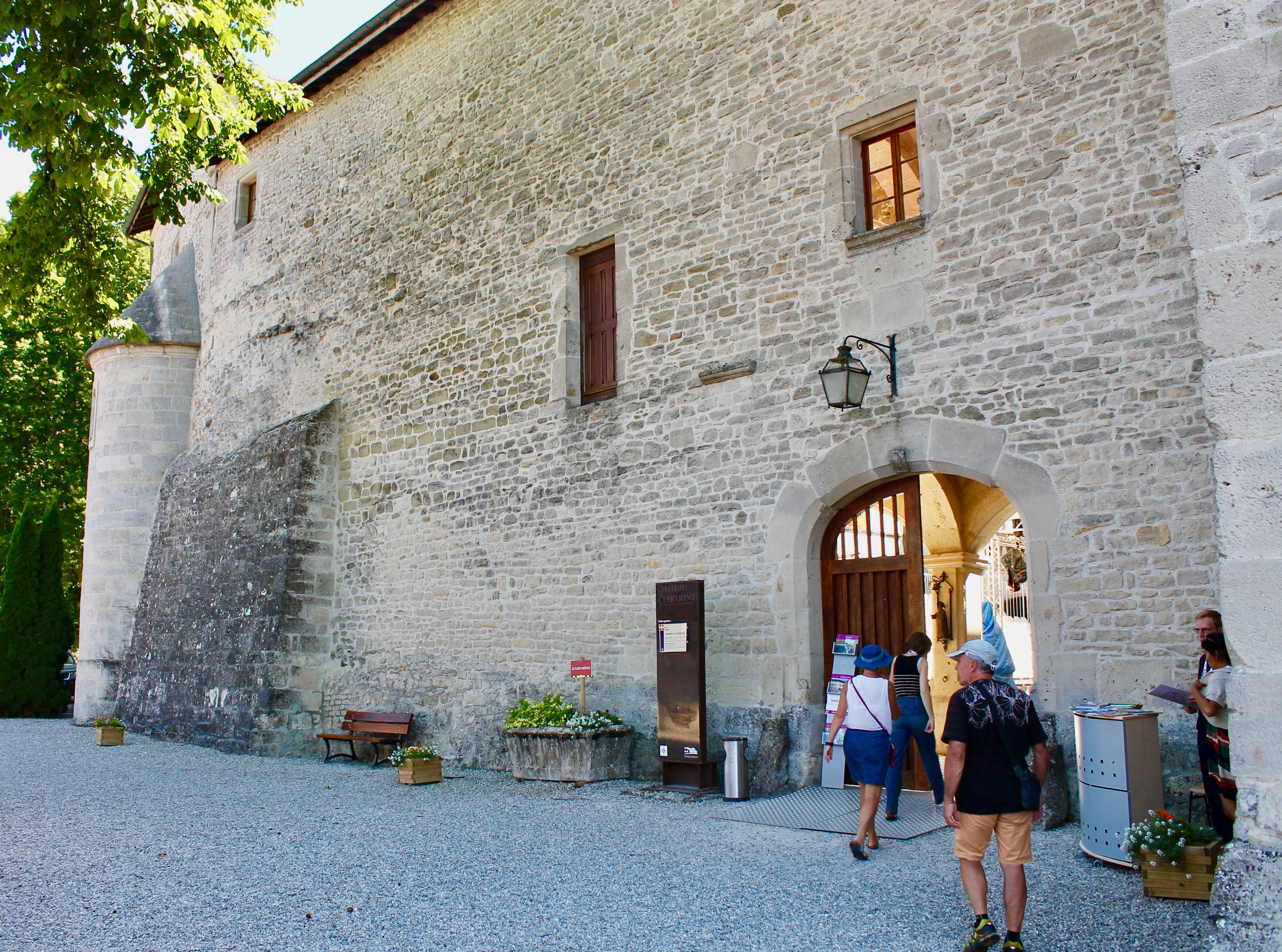
Entrée du château.
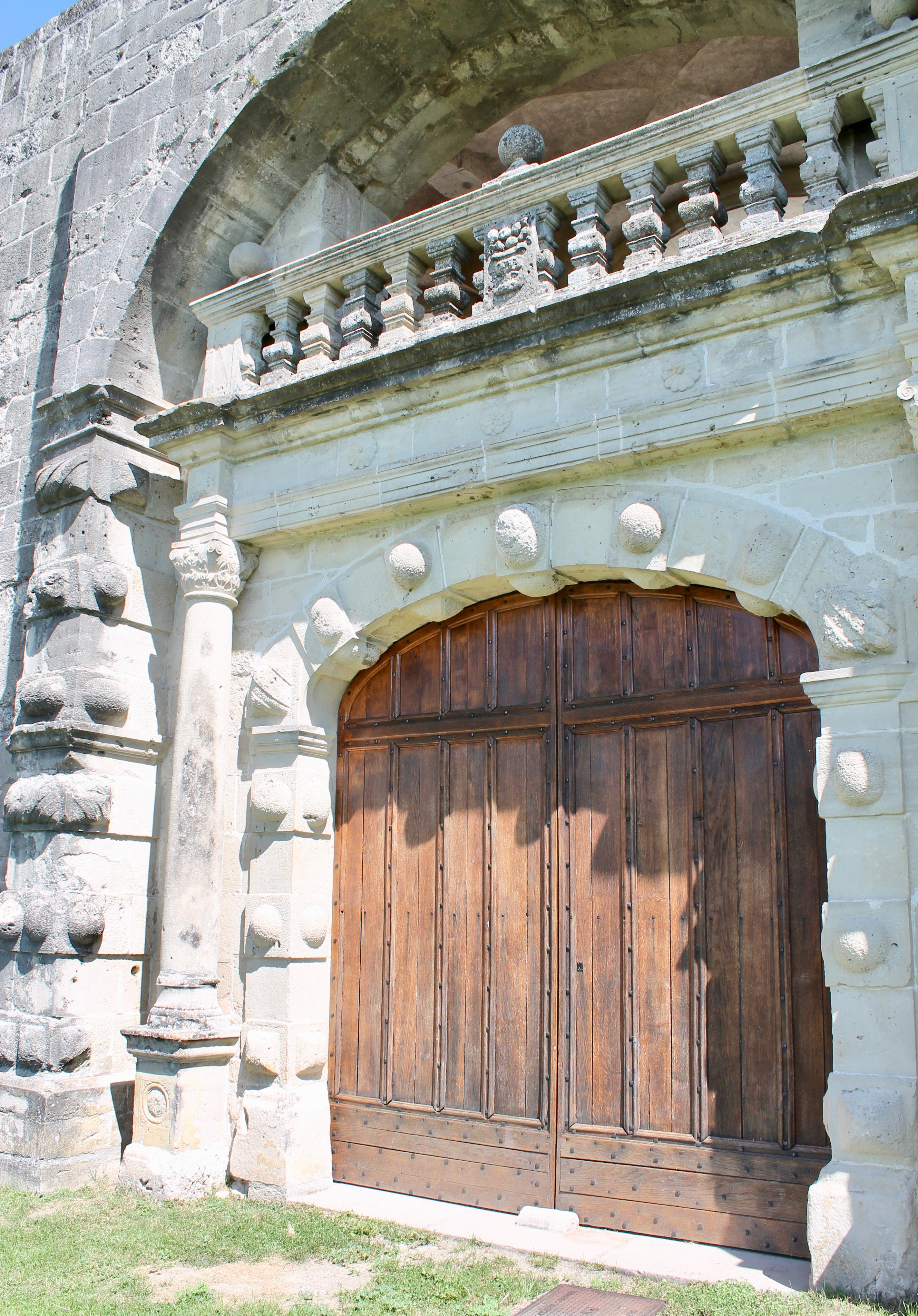
Portail surmonté d'une fenêtre-balcon.
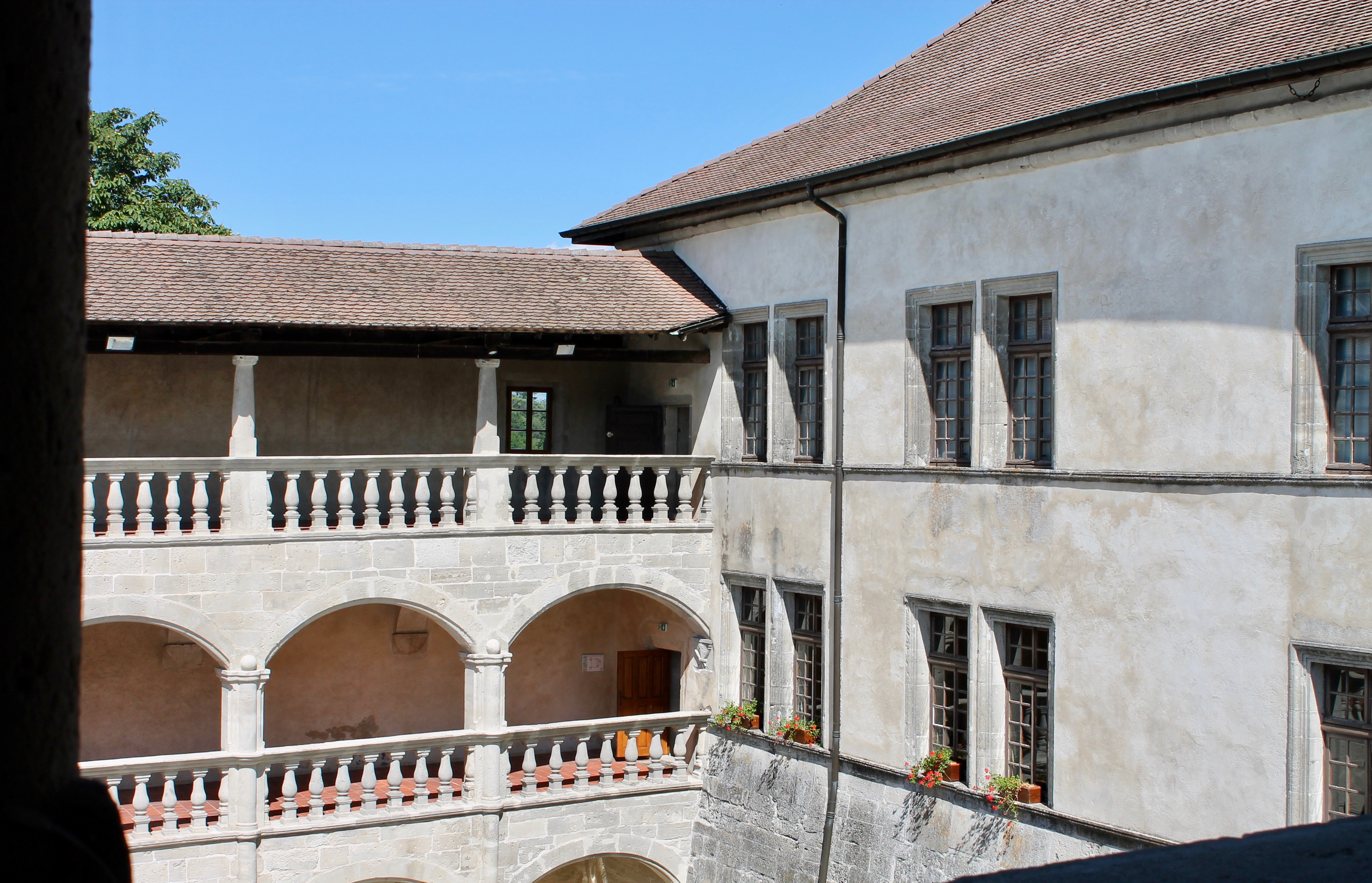
Galeries intérieures du château.
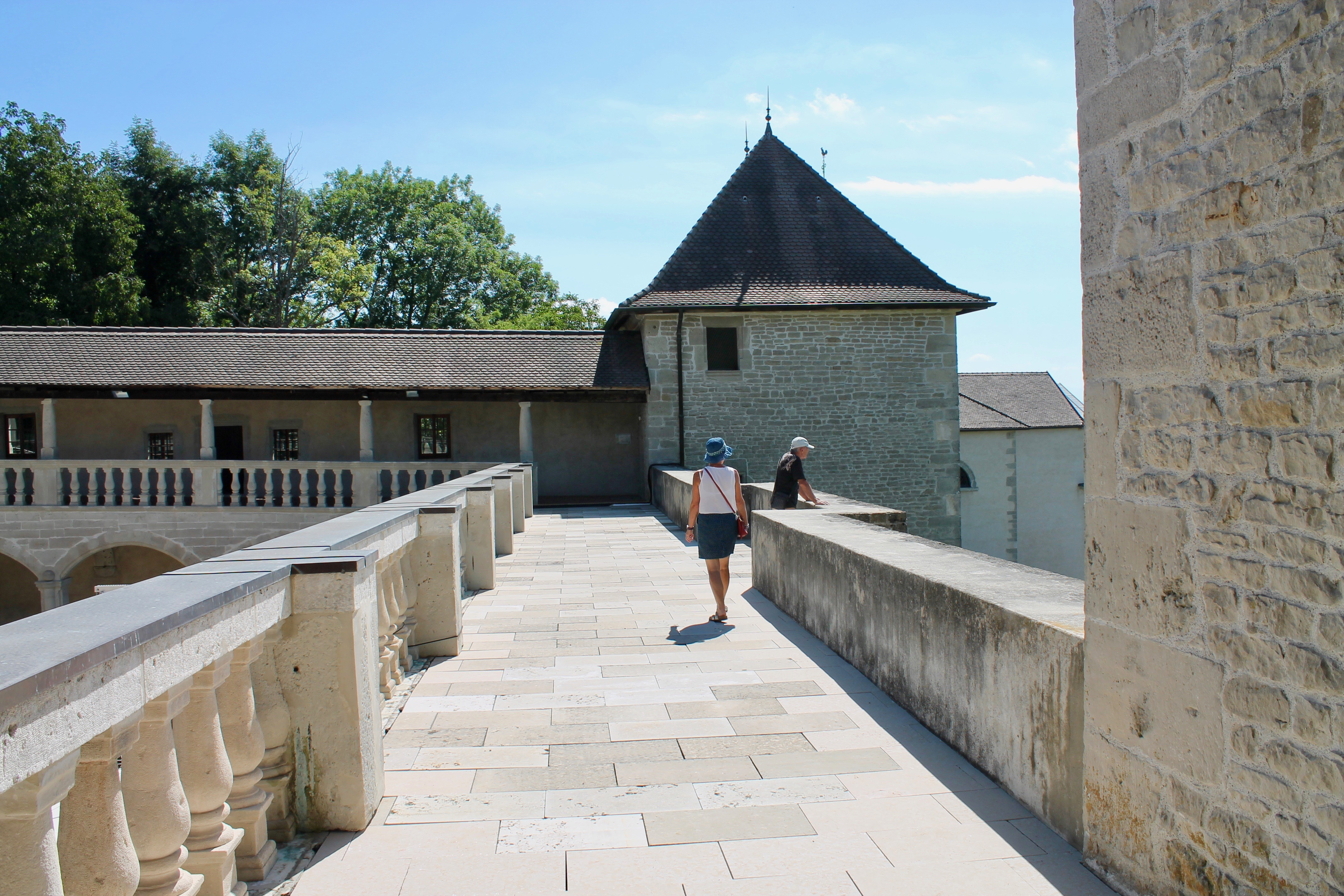
Galeries surplombant l'entrée du château.

Mgr Gallois de Regard a fait construire le château de Clermont sur des éléments médiévaux de la maison de son père qui se dressait alors dans ce qui était le plain-château en contrebas de l'ancien château comtal. Son architecture est inspirée de modèles de la Renaissance italienne, mais sans en avoir l'élégance.
Il se compose d'un grand corps de logis principal, orienté à l'ouest, qui s'éclaire par de grandes fenêtres sans meneaux ni traverse, qu'entourent sur ces trois autres côtés des galeries à arcades à arcs surbaissés et balustres, fermant une cour. Deux gros pavillons rectangulaires construits en saillies encadrent la galerie ouest dans laquelle s'ouvre côté village un portail monumental.

### Rez-de-chaussée, escalier et cuisine (1er étage)

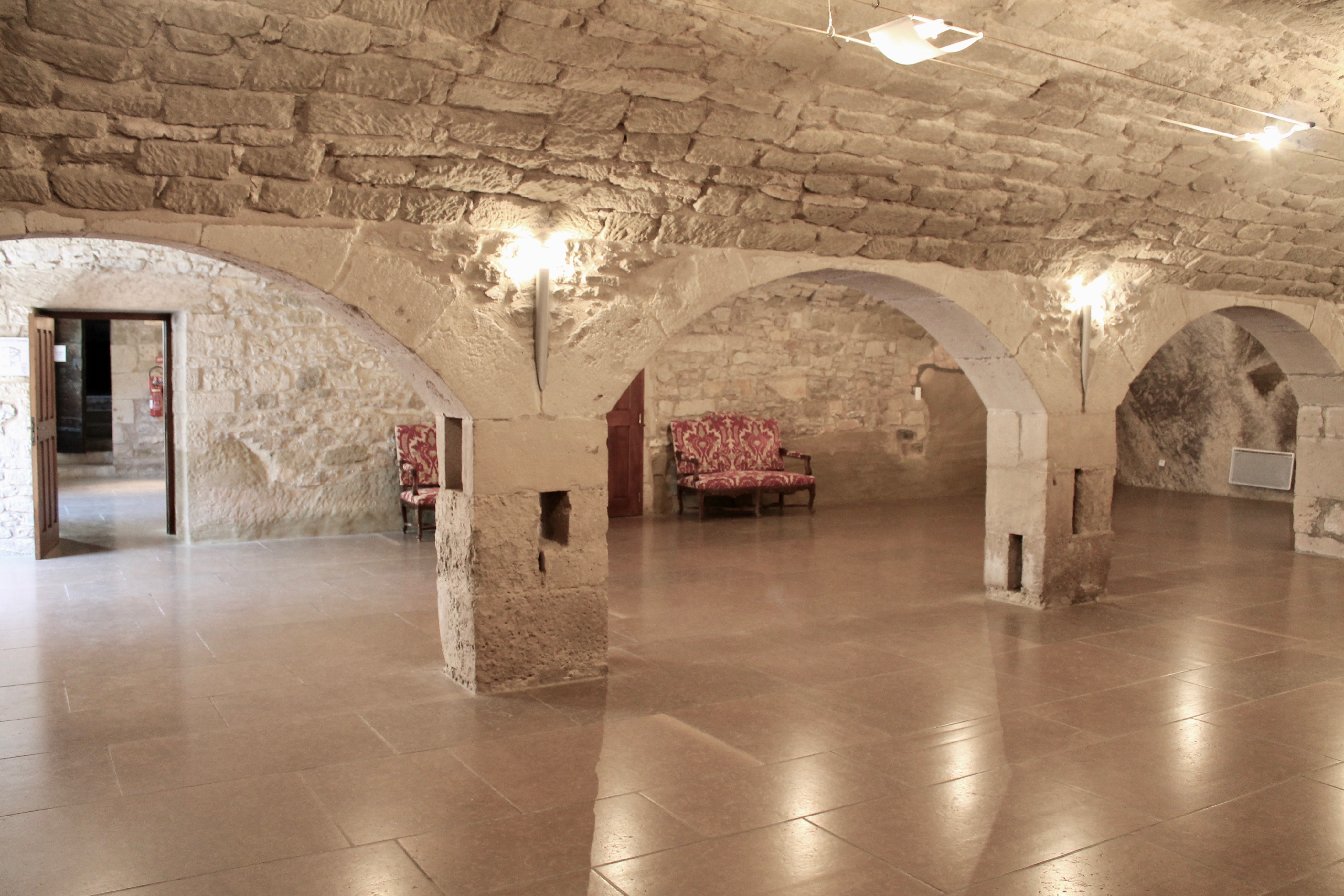
Cave voûtée.
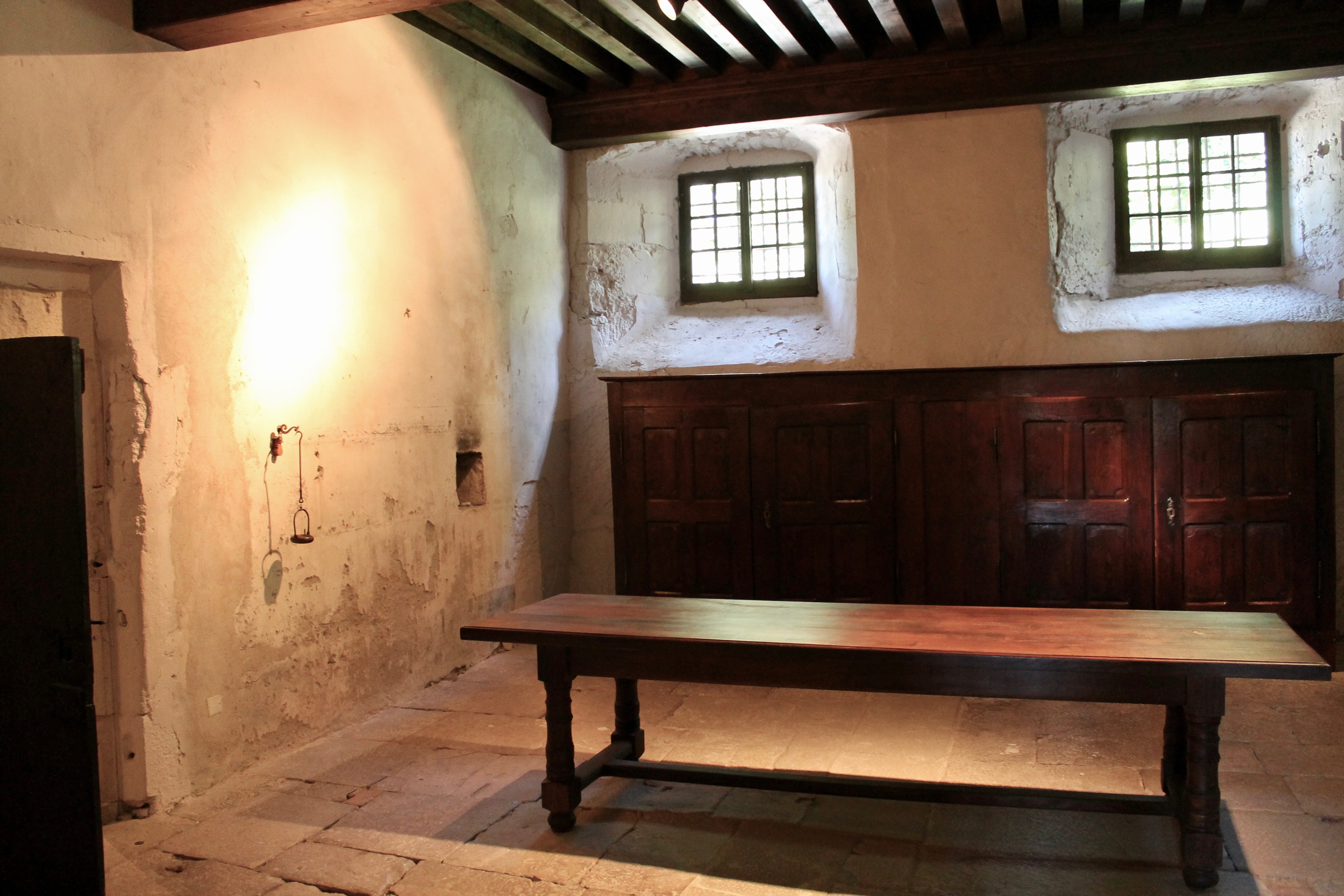
Communs.
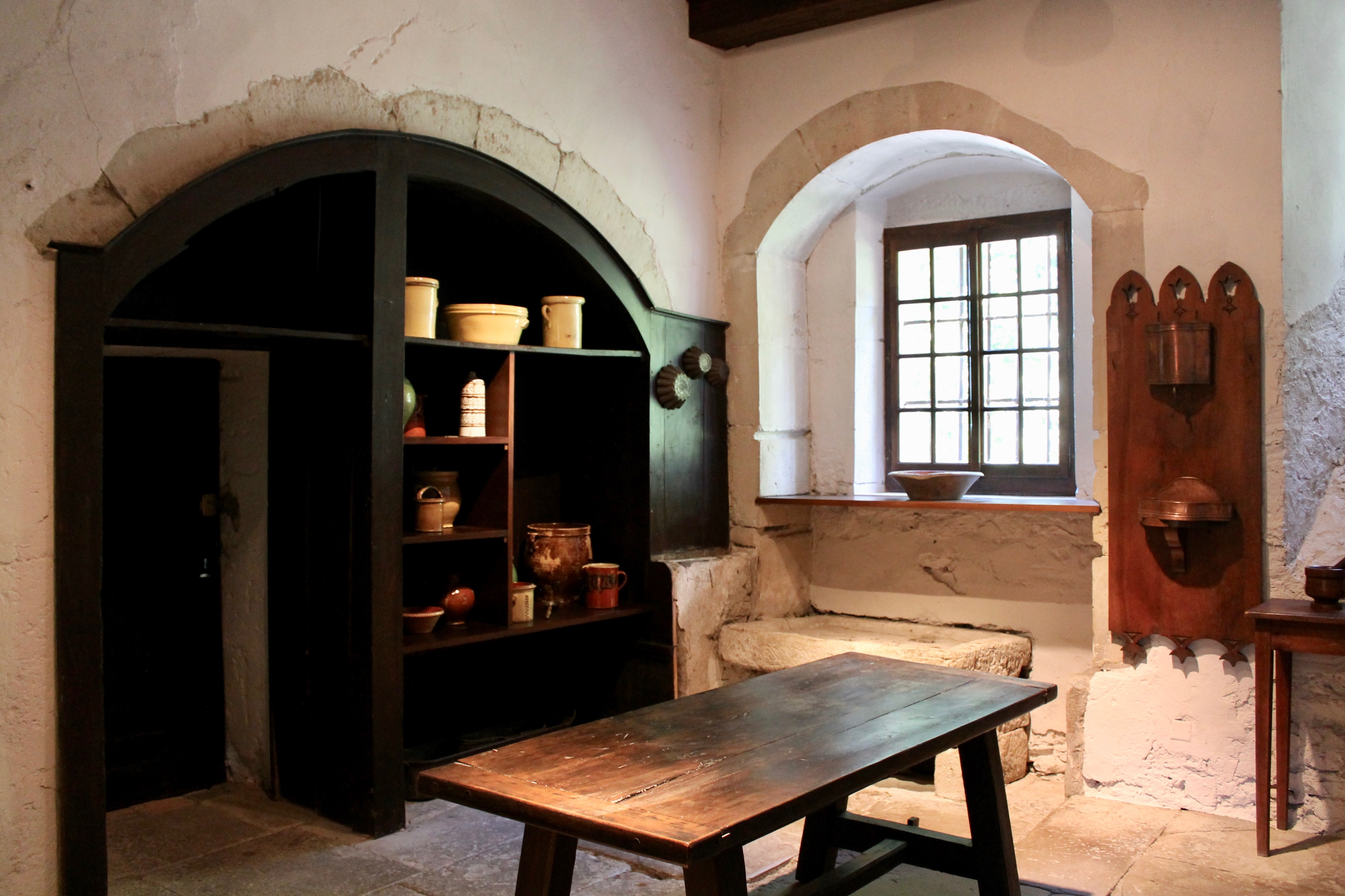
Cuisines.
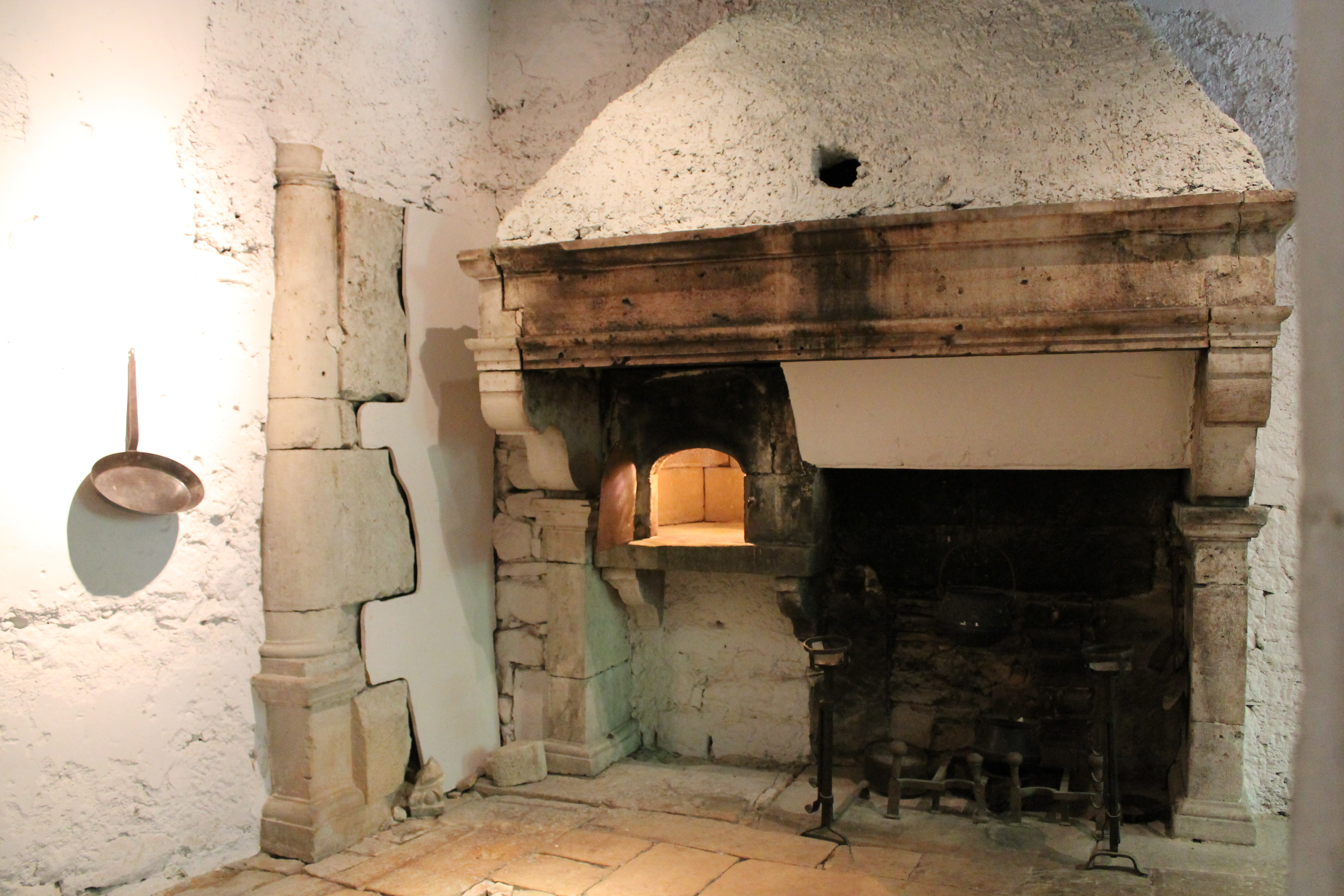
Cheminée de la cuisine.
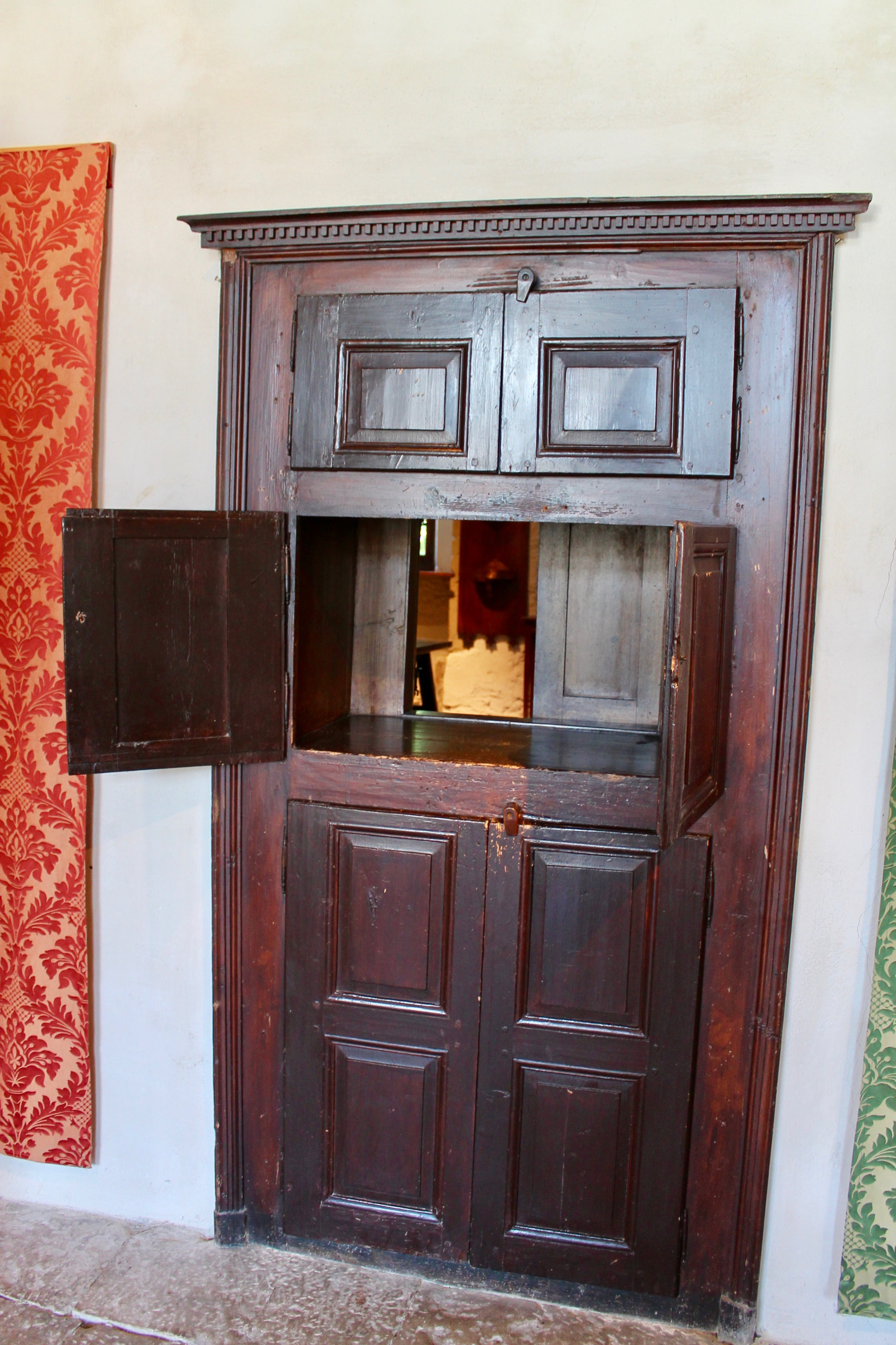
Passe-plat

### Salle à manger et appartements privés

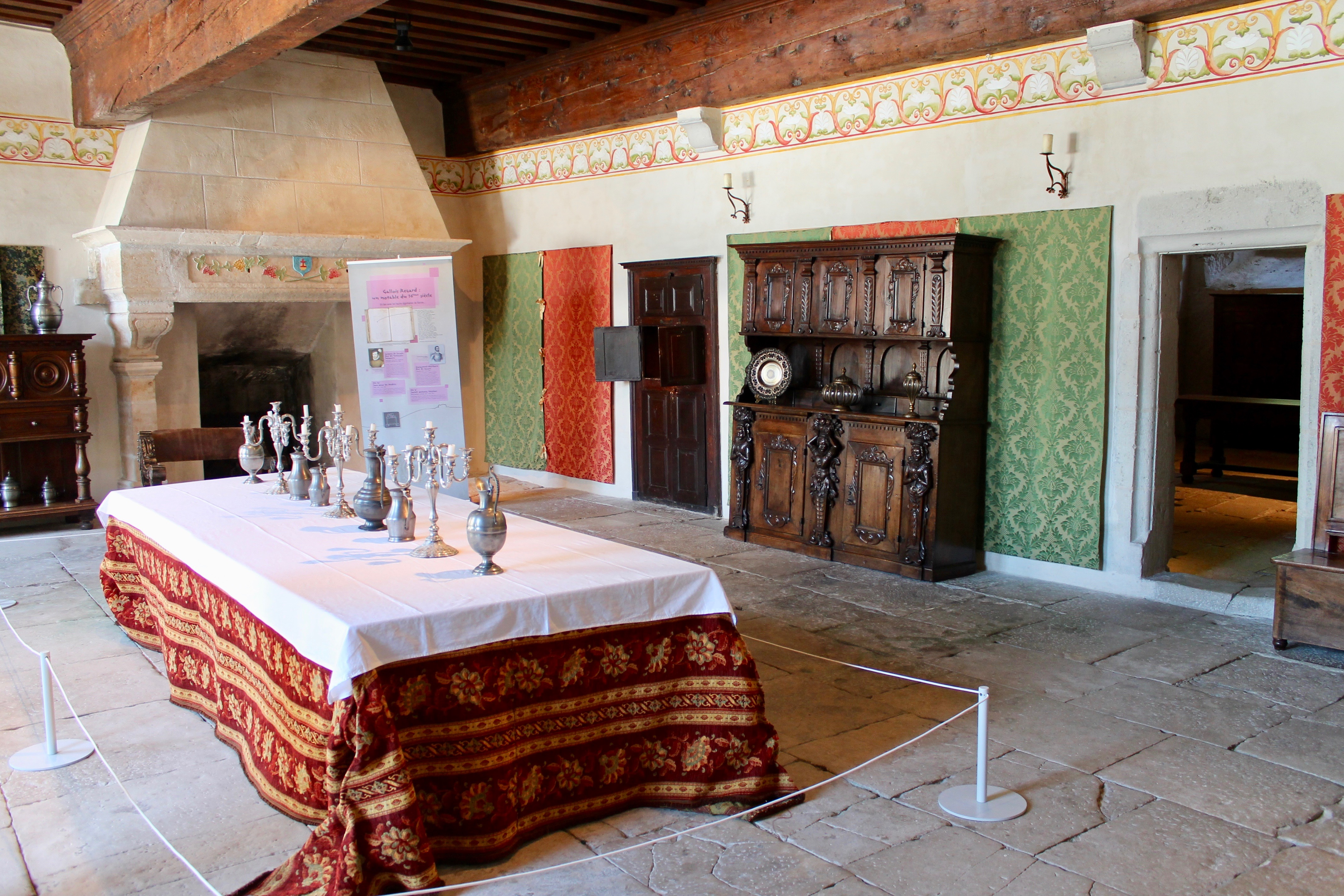
Salle à manger.
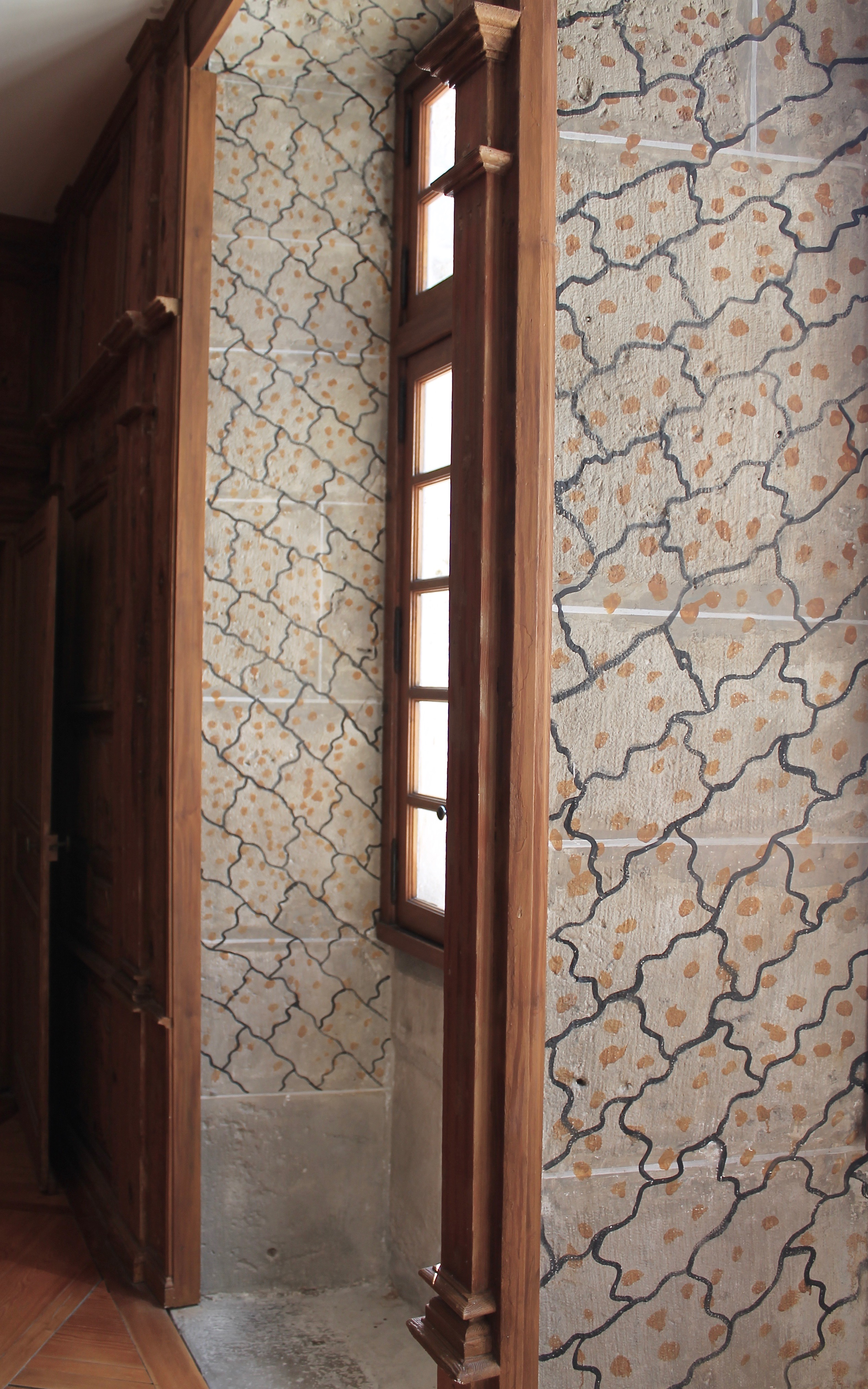
Fenêtre des appartements privés.
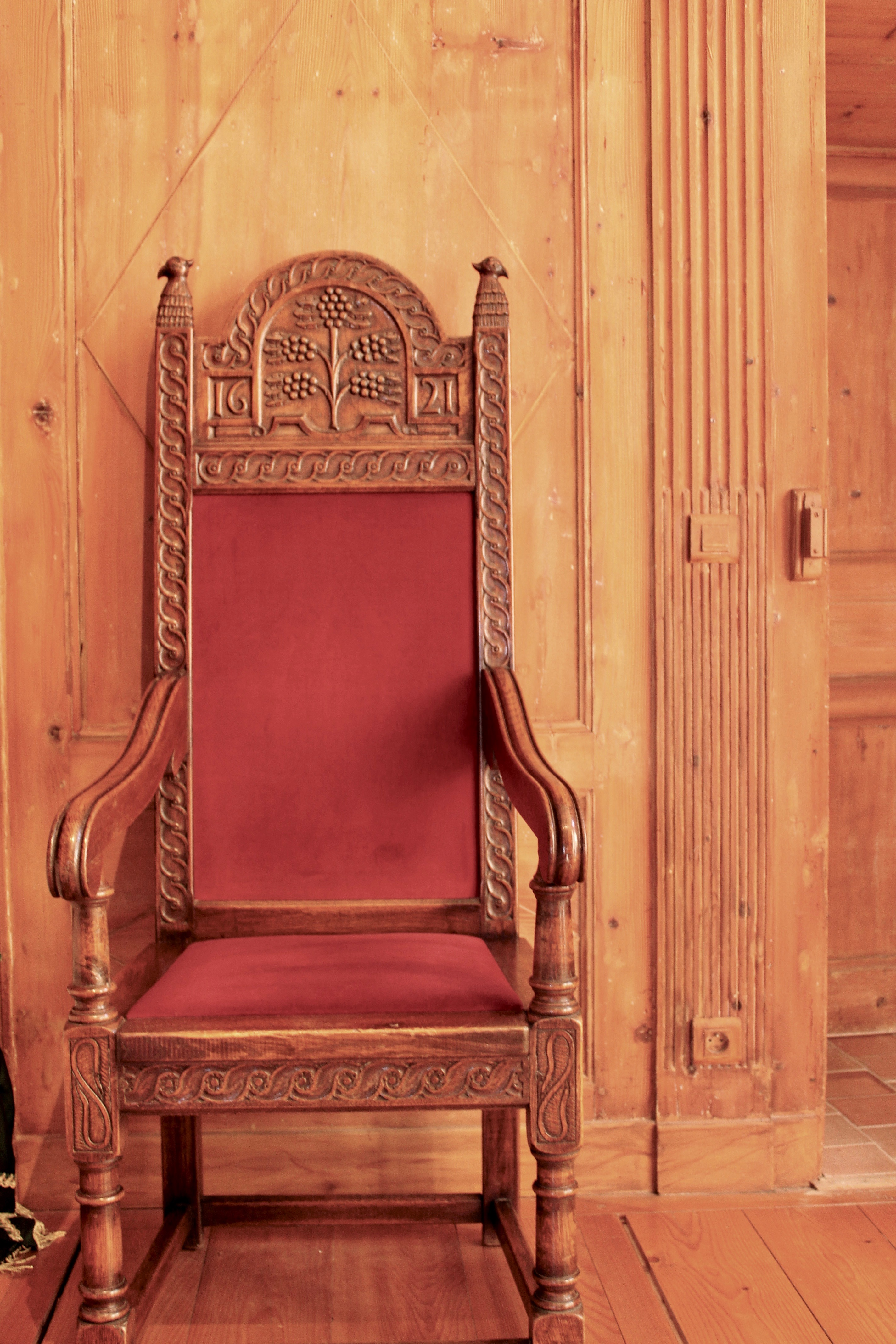
Fauteuil (inscription 1621), installé dans la chambre.
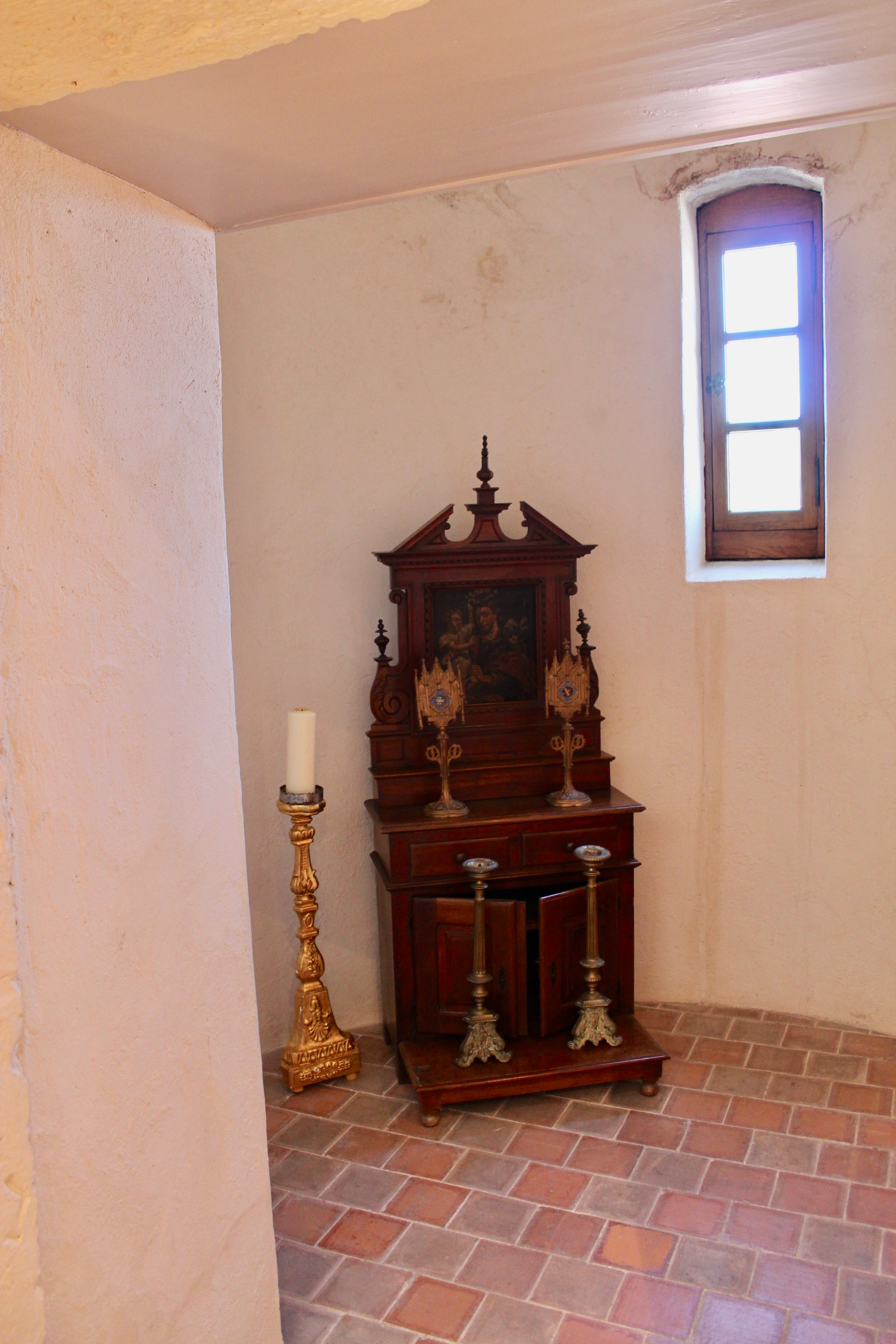
Chapelle des appartements privés du château de Clermont.

## Évènements
Du 1er avril au 31 octobre, le château abrite des expositions ainsi que des visites guidées originales au cœur de la vie quotidienne de l'époque et sa cour d'honneur accueille des concerts et spectacles.

## Protection
Les façades et toitures du château, ainsi que la cour avec les galeries qui la bordent et sa porte font l’objet d'un classement au titre des monuments historiques par arrêté du 21 avril 1950.
L'ensemble des intérieurs du château font quant à eux l'objet d'une inscription partielle au titre des monuments historiques par arrêté du 6 juillet 1988.